# Министерство текстильной промышленности Туркменистана
Министерство текстильной промышленности Туркменистана (туркм. Türkmenistanyň dokma senagaty ministrligi) — орган исполнительной власти, осуществляющий государственное управление и единую государственную политику в области текстильной промышленности и координацию деятельности предприятий текстильной, кожевенно-обувной, шёлковой и швейной отраслей, других предприятий и организаций, входящих в состав Министерства.
По состоянию на 2013 год в ведении министерства находится 74 предприятия, на которых работает свыше 30 тысяч человек. Годовой оборот отрасли в 2013 году был равен 380 миллионам долларов США.

## Прежние названия
Образовано в 1992 году под названием Министерство товаров народного потребления Туркменистана.
| Начало периода | Конец периода | Название                                                 |
| 1992           | 16.05.1995    | Министерство товаров народного потребления Туркменистана |

16 мая 1995 года преобразовано в Министерство текстильной промышленности Туркменистана.

## Министры
| No | Имя                                    | Назначен   | Уволен              | Причина увольнения            |
| 1  | Непесов, Бегенч                        | 1992       | 02.06.1997          | переход на другую работу      |
| 2  | Геокленова, Джамал                     | 02.06.1997 | 23.08.2002          | переход на другую работу      |
| 3  | Айдогдыев, Дорткули                    | 23.08.2002 | 16.05.2006          | за недостатки в работе        |
| 4  | Паромов, Иклымберды Овезмурадович      | 16.05.2006 | 13.07.2007          | переход на другую работу      |
| 5  | Геокленова, Джамал                     | 13.07.2007 | 01.08.2008          | по состоянию здоровья         |
| -  | Аппов, Гельдымурад                     | 01.08.2008 | 15.08.2008          | временно исполнял обязанности |
| 6  | Метеков, Ходжамурад Атамурадович       | 15.08.2008 | 16.01.2010          |                               |
| 7  | Бабаева, Айнабат Оразкулиевна          | 16.01.2010 | 03.08.2012          | переход на другую работу      |
| 8  | Батыров, Сапармурад                    | 03.08.2012 | 11.09.2014          |                               |
| 9  | Курбанмамедов, Тачмамед Сапармамедович | 11.09.2014 | 28.02.2017          |                               |
| 10 | Гайлиев, Непес Алламурадович           | 28.02.2017 | 11.12.2018          | за недостатки в работе        |
| 10 | Реджепов, Ресул Шыхдурдыевич           | 01.02.2019 | действующий министр | действующий министр           |